# Kanton Falaise-Sud
Kanton Falaise-Sud (fr. Canton de Falaise-Sud) byl francouzský kanton v departementu Calvados v regionu Dolní Normandie. Skládal se z osmi obcí a byl zrušen v roce 2015.

## Obce kantonu
- Damblainville
- Eraines
- Falaise (jižní část)
- Fresné-la-Mère
- Pertheville-Ners
- Versainville
- Villy-lez-Falaise
- La Hoguette